# Alberto Neuman
Alberto Neuman (Buenos Aires, 24 de noviembre de 1933 - Angulema, 29 de enero de 2021) fue un pianista argentino.

## Biografía
En Buenos Aires, Alberto Neuman se formó desde niño en la prestigiosa escuela de Galia Schalman y Vincenzo Scaramuzza quien fue heredero de la tradición pianística italiana y quien también fue maestro de Bruno Leonardo Gelber y Martha Argerich. En Argentina, fue escuchado por los más grandes maestros, Claudio Arrau, Aldo Ciccolini, Byron Janis, Arthur Rubinstein, Arturo Benedetti Michelangeli, Friedrich Gulda, y participó en un seminario de Walter Gieseking. Luego estudió con Carlo Zecchi en Italia. Hizo su debut allí en diciembre de 1951 durante un concierto en la RAI. Al año siguiente obtuvo un diploma de piano en la Academia Nacional de Santa Cecilia en Roma bajo la dirección de Carlo Zecchi y luego obtuvo un puesto de profesor de piano en el Instituto "Gaspare Spontini" de Ascoli Piceno. Participó en seminarios impartidos por Frank Martin y también estudió en Positano (Nápoles) con Wilhelm Kempff con quien grabó a dos pianos para la Rai.
De 1960 a 1964 estudió con Arturo Benedetti Michelangeli durante sus clases de piano impartidas en Bolzano, Arezzo y Moncalieri (Turín). Michelangeli escribió: “Hizo un tesoro de mi enseñanza". Se unió a Michelangeli nuevamente en 1966 durante un seminario en la Academia Chigiana en Siena. Durante tres años estudió Semiología Gregoriana con Eugène Cardine en el Pontificio Instituto de Música Sacra de Roma. A finales de los años sesenta fue pianista (y en ocasiones baterista) del grupo de improvisación "Team" de "Nuova consonanza" fundado por Mario Bertoncini, con quien grabó un disco para el sello RZ. Fue finalista en el Concurso Busoni en Bolzano y ganó el primer premio y la medalla de oro de Rotary International en el Concurso Internacional "GB Viotti" en Vercelli en 1961.
A principios de la década de 1960 fundó una escuela de música en Roma con Maura Cova (también alumno de Arturo Benedetti Michelangeli), luego se trasladó a Francia donde dio conciertos y grabó discos con el compositor griego Mikis Theodorakis. Ex asistente del famoso musicólogo Fedele D'Amico en la cátedra de historia musical de la Universidad de Roma, fue profesor de piano en el CNR de París y en el Conservatorio de Angulema. Participó en varias películas: interpretó la Sonata n ° 14 en Do sostenido menor, opus 27 n ° 2 "Clair de lune" de Beethoven para la banda sonora de uno de los cuatro episodios de la película "Marche nuptiale" de Marco Ferreri (1965) y en dos películas de Fernando E. Solanas: "Le look des autres" (1980), documental social para el que compuso la banda sonora, y "Tangos, el exilio de Gardel" (1985), dedicado al gran compositor Carlos Gardel (Neuman también interpreta un pequeño papel como actor).
Experto en el Tribunal de Justicia de París en propiedad literaria y artística, ha manejado, entre otras cosas, casos de plagio que involucran a estrellas del pop como Michael Jackson o los autores de la Lambada.
Ha dado conciertos en Europa y América, tocando entre otras con las orquestas del Teatro Colón de Buenos Aires, la Orquesta Filarmónica de Munich, la orquesta Pomeriggi Musicale de Milán, la Camerata Lysy o la orquesta del Teatro la Fenice de Venecia con la que Grabó para la radio. En los últimos años se ha dedicado exclusivamente al recital en solitario.
En 2002, participó en el Festival Internacional de Osaka en Japón donde recibió una medalla de oro y donde grabó un CD. En 2003, realiza una gira por Finlandia, presentando tanto los clásicos, desde Bach a Chopin, como un repertorio especial dedicado al tango desde Stravinsky hasta Piazzolla. Neuman fue el primer pianista de formación clásica en grabar la música de Astor Piazzolla en la década de 1970 bajo la dirección del compositor que declaró: "La Resurrección del Ángel se ha convertido en un clásico bajo los dedos de Alberto." El maestro Arturo Benedetti Michelangeli le había sugerido a Alberto no descuidar la música latinoamericana después de escuchar sus improvisaciones. Su repertorio de tangos incluye, por tanto, cierto número de curiosidades, e incluso puede suceder que durante un recital de piano cante arias de Alberto Ginastera, Matos Rodríguez o muchos otros.
Alberto Neuman ha grabado discos en Alemania, Francia y Japón para los sellos Arion, Buda e Hybrid.
Alberto Neuman estaba escribiendo un método dedicado a los fundamentos de la técnica de Arturo Benedetti Michelangeli, hasta ahora casi completamente desconocida, y un libro de recuerdos de sus vivencias musicales.
En los últimos años, Neuman ha realizado giras con gran éxito presentando una modalidad de conferencia-recital en la que describe con breves explicaciones y sabrosas anécdotas diferentes partes del programa, con especial énfasis en la enseñanza y las direcciones del Maestro Benedetti Michelangeli. También presentó obras raras al público como el Adagio de la Sonata en sol mayor, op. 1 no 11 de Giovanni Battista Grazioli (armonización de Michelangeli) o el carillón de Giuseppe Benedetti Michelangeli, padre del maestro. Este proyecto se entregó en Bolzano (2006), en París (2007) y luego de gira en 2008 en diferentes ciudades de Italia, entre ellas Brescia (lugar de nacimiento de Michelangeli) donde la provincia le entregó una placa por sus méritos artísticos.
Alberto Neuman es a menudo descrito como uno de los representantes más importantes de la cultura argentina en Francia y en Europa. "¿Cómo sería París hoy, si le faltaran los ecos del bandoneón de Piazzolla, sin la voz de Atahualpa Yupanqui, sin las piezas de Lavelli o Arias, sin los teclados de Martha Argerich o Alberto Neuman, sin las figuras pintadas por Le Parc, sin los retratos que dejó Cortázar, sin la presencia constante en el aire parisino de la prosa y los versos de Borges, sin el tango?"
Alberto Neuman falleció el 29 de enero de 2021 en Angulema, a la edad de 87 años.